# Coppa di Nestore

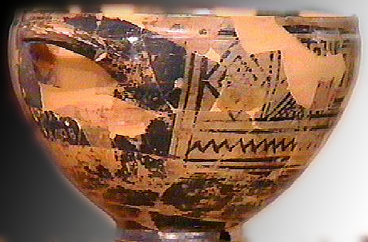
La Coppa di Nestore.

La coppa di Nestore è un reperto archeologico rinvenuto nella necropoli di San Montano a Lacco Ameno, sull'isola d'Ischia, dall'archeologo tedesco Giorgio Buchner.
L'iscrizione che si trova sul vaso, databile intorno all'ultimo venticinquennio dell'VIII secolo a.C., costituisce uno dei più antichi esempi di scrittura alfabetica.

## Caratteristiche
La coppa è una kotyle, ossia una tazza piccola, larga non più di 10 cm, di uso quotidiano, decorata a motivi geometrici. Fu importata nella colonia greca di Pithekoussai, l'odierna Ischia, da Rodi, secondo alcuni insieme a una partita di vasi contenenti preziosi unguenti orientali, e portata alla luce nel 1955 dagli archeologi Giorgio Buchner e Carlo Ferdinando Russo.
Secondo una prima ricostruzione, la Coppa era parte del ricco corredo funebre appartenente alla tomba di un fanciullo di appena dieci anni. Più recentemente, il riesame antropologico dei resti, condotto dalla bioarcheologa e bioantropologa Melania Gigante e da un team di esperti, ha messo in luce che, in realtà, i resti cremati associati con la Coppa di Nestore appartengono ad almeno tre individui adulti e ad alcuni animali, tra cui uccelli, caprovini e un probabile carnivoro di media taglia, forse un cane; mentre, non vi è traccia di resti infantili o di subadulto. 
La coppa reca inciso su di un lato in alfabeto euboico in direzione retrograda, ossia da destra verso sinistra, come nella consuetudine fenicia, un epigramma formato da tre versi, il primo con metro giambico e il secondo e terzo perfetti esametri dattilici, che allude alla famosa coppa descritta nell'Iliade di Omero: 
ὃς δ' ἂν τοῦδε πίησι ποτηρίου αὐτίκα κῆνον

ἵμερος αἱρήσει καλλιστεφάνου Ἀφροδίτης»
chi berrà da questa coppa

subito lo prenderà il desiderio di Afrodite dalla bella corona»
Le poche, piccole lacune sono tutte interpretabili con sicurezza ad eccezione della seconda parola del primo rigo, che presenta quattro o cinque lettere mancanti. Se si accoglie l'integrazione riportata nel testo, l'iscrizione si riferisce a quanto descritto nell'XI libro dell'Iliade, v. 632, in cui si narra della leggendaria coppa dell'eroe acheo Nestore, figlio del re di Pilo Neleo e di Cloride, tanto grande che occorrevano quattro persone per spostarla:
τὴν ἄρετ' ἐκ Τενέδοιο γέρων, ὅτε πέρσεν Ἀχιλλεύς,
θυγατέρ' Ἀρσινόου μεγαλήτορος, ἥν οἱ Ἀχαιοὶ
ἔξελον οὕνεκα βουλῇ ἀριστεύεσκεν ἁπάντων.
ἥ σφωϊν πρῶτον μὲν ἐπιπροίηλε τράπεζαν
καλὴν κυανόπεζαν ἐύξοον, αὐτὰρ ἐπ' αὐτῆς
χάλκειον κάνεον, ἐπὶ δὲ κρόμυον ποτῷ ὄψον,
ἠδὲ μέλι χλωρόν, παρὰ δ' ἀλφίτου ἱεροῦ ἀκτήν,
πὰρ δὲ δέπας περικαλλές, ὃ οἴκοθεν ἦγ' ὁ γεραιός,
χρυσείοις ἥλοισι πεπαρμένον: οὔατα δ' αὐτοῦ
τέσσαρ' ἔσαν, δοιαὶ δὲ πελειάδες ἀμφὶς ἕκαστον
χρύσειαι νεμέθοντο, δύω δ' ὑπὸ πυθμένες ἦσαν.
ἄλλος μὲν μογέων ἀποκινήσασκε τραπέζης
πλεῖον ἐόν, Νέστωρ δ' ὁ γέρων ἀμογητὶ ἄειρεν.
ἐν τῷ ῥά σφι κύκησε γυνὴ ἐϊκυῖα θεῇσιν
οἴνῳ Πραμνείῳ, ἐπὶ δ' αἴγειον κνῆ τυρὸν
κνήστι χαλκείῃ, ἐπὶ δ' ἄλφιτα λευκὰ πάλυνε,
πινέμεναι δ' ἐκέλευσεν, ἐπεί ῥ' ὥπλισσε κυκειῶ.»
la ricciuta Ecamède. Era costei
del magnanimo Arsìnoo una figliuola

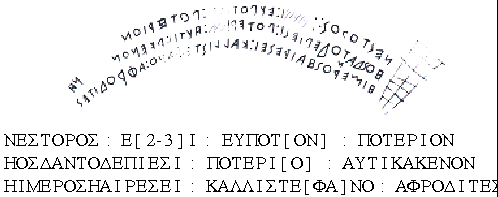
L'incisione presente sul lato della kotyle e, in basso, la trascrizione

che il buon vecchio da Tenedo condotta
avea quel dì che la distrusse Achille,
e a lui, perché vincea gli altri di senno,
fra cento eletta la donâr gli Achivi.
Trass'ella innanzi a lor prima un bel desco
su piè sorretto d'un color che imbruna,
sovra il desco un taglier pose di rame,
e fresco miel sovresso, e la cipolla
del largo bere irritatrice, e il fiore
di sacra polve cereal. V'aggiunse
un bellissimo nappo, che recato
aveasi il veglio dal paterno tetto,
d'aurei chiovi trapunto, a doppio fondo,
con quattro orecchie, e intorno a ciascheduna
due beventi colombe, auree pur esse.
Altri a stento l'avrìa colmo rimosso;
l'alzava il veglio agevolmente. In questo
la simile alle Dee presta donzella
pramnio vino versava; indi tritando
su le spume caprin latte rappreso,
e spargendovi sovra un leggier nembo
di candida farina, una bevanda
uscir ne fece di cotal mistura,
che apprestata e libata, ai due guerrieri
la sete estinse e rinfrancò le forze.»
(Iliade, XI, trad. V. Monti)

### Interpretazioni alternative
Esistono varie interpretazioni dell'iscrizione alternative a quella più diffusa e comunemente accettata dagli studiosi.
Alcune di queste si avvalgono di correzioni del testo, per spiegare l'effetto umoristico dell'incoerenza che si percepisce tra il primo rigo e gli altri. Per alcuni studiosi il primo rigo dovrebbe leggersi "Νέστορος μὲν..." ('La coppa di Nestore può esser buona, ma...'), oppure "Νέστορος ἔρροι ..." ('Coppa di Nestore, va' via!'). Una terza ipotesi è che il testo sia uno skolion, risultato di una sfida di improvvisazione poetica durante un simposio: qualcuno scrisse il primo rigo, poi toccò a un secondo aggiungere un secondo verso e così via. Secondo una diversa interpretazione (C. O. Pavese 1996), invece, il testo è un'iscrizione di possesso ("Io sono di Nestore") e non implica alcun riferimento al personaggio dell'Iliade. L'ipotesi più recente è quella di Yves Gerhard (Zeitschrift für Papyrologie und Epigraphik 176, 2011, pp. 7–9), il quale propone Νέστορος ἔ[ασον] εὔποτον ποτήριον: "Lascia da parte la coppa di Nestore, per quanto eccellente sia; ma chiunque berrà da questa coppa sarà immediatamente colto dal desiderio di Afrodite dalla bella corona."

## Il più antico documento di lingua greca
Questa iscrizione, oltre a testimoniare la fitta rete di relazioni commerciali che i coloni di Pithekoussai svilupparono con il Vicino Oriente e Cartagine, la Grecia e la Spagna, l'Etruria meridionale, sino alla Puglia, la Calabria ionica e la Sardegna (tanto che Buchner, contrariamente a quanto si era fino a quel momento ritenuto, poté identificare Ischia come la prima colonia greca dell'Italia meridionale), costituisce uno degli esempi più antichi di scrittura greca a noi giunto e rappresenta soprattutto il primo frammento noto di poesia conservato nella sua stesura originale, contemporanea a quella del celebre poema epico attribuito ad Omero.

## Collocazione
Il reperto è custodito presso il Museo Archeologico di Pithecusae, situato nel complesso di Villa Arbusto di Lacco Ameno, nell'isola d'Ischia, costruito nel 1785 da Don Carlo Acquaviva, duca di Atri e fortemente voluto da Buchner.